# Lupulina

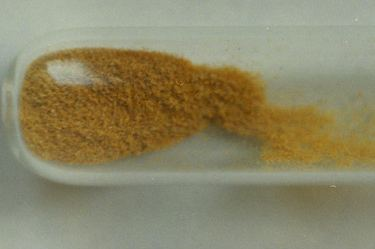
Lupulina

Struktura humulonu

Lupulina (syn. Gruczoły chmielowe, farm. Lupulinum – FP IV, Glandulae Lupuli, Pilus glandulosus Lupuli – FP III) – proszek zielonawożółty lub pomarańczowożółty, lepki, o charakterystycznej, silnej woni oraz gorzkim smaku. Składa się z otartych z owocostanów chmielu zwyczajnego gruczołów włosków wydzielniczych (oderwanych główek włosków gruczołowych). Lupulina powinna zawierać od 1% do 3% (według FP IV nie mniej niż 1%) olejku eterycznego, zawierającego charakterystyczne składniki: humulen, β-mircen, fernazen, β-kariofilen i in., garbniki, alkohole, m.in. mircenol i jego estry z kwasami izowalerianowym, pelargonowym, masłowym oraz octowym, związki żywicowe (~80%): humulon (czyli kwas α-goryczochmielowy), kohumulon, adhumulon, lupulon (czyli kwas β-goryczochmielowy), kolupulon, adlupulon, ksantohumol, hopanon, chalkony, flawonoidy i inne związki w tym fenoloketonowe i pochodne fluoroglucyny. Ponadto w surowcu występują woski, związki białkowe, tłuszcze oraz wiele innych związków w mniejszych ilościach.
Lupulina farmakologicznie wykazuje działanie zależne od dawki – uspokajające (0,25–0,5 g) lub nasenne (1 g). Jest jednym z nielicznych roślinnych środków ziołowych posiadających specyficzne właściwości tłumiące popęd płciowy u człowieka. Z tego powodu może być stosowana w ziołolecznictwie (jako antiaphrodisiacum). Ponadto lupulina obniża ciśnienie tętnicze krwi, działa spazmolitycznie, moczopędnie, estrogennie, pobudza wydzielanie gruczołów trawiennych oraz wykazuje słabe działanie bakteriobójcze wobec bakterii Gram-dodatnich i Gram-ujemnych.

## Preparaty – Polska
- Lupulina kaps. 0,25 g x 30 szt. / Krakowskie Zakłady Zielarskie Herbapol.